# Política do Burundi
A Política do Burundi tem lugar num quadro de uma república democrática representativa presidencial de transição, segundo a qual o Presidente do Burundi é simultaneamente chefe de Estado e chefe de Governo, e de um sistema multi-partidário. O poder executivo é exercido pelo governo. O poder legislativo é investido tanto no governo e nas duas câmaras do parlamento, o Senado e a Assembleia Nacional.